# بلادی مری (فیلم)
«بلادی مری» (انگلیسی: Bloody Mary (film)) فیلمی در ژانر ترسناک است که در سال ۲۰۰۶ منتشر شد.